# Кениънлендс (национален парк)
Националният парк Кениънлендс се намира в южна Юта, САЩ в близост до националния парк Арките. Образуван е от реката Колорадо и Грийн Ривър, които са издълбали 3 района в платото Колорадо.
- Айланд ин дъ скай (Island in the Sky) – в превод остров в небето, намиращ се в северната част
- Дъ нидълс (The Needles) – в превод иглите поради своеобразните скални образувания, намиращ се в югоизточната част
- Дъ мейз (The Maze) – в превод лабиринтът, на запад

Освен тези три района известна област на север е Конската подкова (the Horseshoe Canyon Unit).

## География
Айланд ин дъ скай и Дъ нидълс са достъпни по павиран път (U.S. 191). Дъ мейз е най-отдалечената от трите и е достъпна само по непавиран, черен път.
Айланд ин дъ скай е предимно равнинна област между реките Колорадо и Грийн Ривър със спиращи дъха гледки.
Дъ нидълс носи името си от своеобразни скали, оцветени в бяло и червено, които наподобяват игли. Освен тях тук могат да се видят издълбани от реките каньони и арки, подобни на тези в националния парк Арките. Това място е било обитавано от древните индианци. Някои от техните каменни и глинени къщи са добре запазени. По камъните са запазени множество рисунки, като най-известните са на Нюзпейпър рок в близост до центъра за посетители.
Дъ мейз се намира на запад и е доста отдалечена и много трудно достъпна. Между отделните части няма пътища и обиколката им може да отнеме до 6 часа с кола. На север се намира обособена област, наречена Конската подкова (Horseshoe Canyon unit), която е известна с рисунките си на голяма площ като най-известната от тях е Голямата галерия (the Great Gallery).
- Дъ нидълс
- Нюзпейпър рок
- Голямата галерия

## История
Първите заселници в района са древните индианци преди около 10 000 години. Тяхното оцеляване зависи от намирането на диви едливи растения и ловуването на животни. Но тези групи хора са предимно скитници и никога не се установяват за постоянно в района. Въпреки това те оставят свидетелство за съществуването си чрез изкуството си, най-вече рисунки върху скали. В областта Конската подкова върху скалите има огромна галерия от рисунки. По-късните заселници се занимават със земеделие – отглеждат боб, тикви и царевица. Те също така опитомяват пуйки и кучета.
През 1868 Джон Уислет Пауъл, професор по геология, организира експедиция, която изследва пеша района около реките Грийн Ривър и Колорадо и продължава от май до август. Те откриват природа, която е едновременно странна и уникална.
През 14 век от север пристигат индианските племена Навахо. Техните наследници населяват района и до днес.

## Геология
Геологията на района е сложна и разнообразна. По време на палеозойската ера интересни отлагания се образуват при изпарението на морската вода. Черупки и фосили свидетелстват за оттеглянето на водите на топло и плитко море. В кара на палеозоя и началото на мезозойската ера моретата изчезват напълно. Климатът става много сух и се образуват пустините.
Образуването на планината Роки Маунтейнс, последвалите наводнения и ледниковите периоди спомагат за ерозията в района.

## Флора и фауна
Животните в Кениънлендс са предимно нощни и включват различни видове гризачи, порове, пуми, лисици, прилепи и сови. По-рядко могат да се срещнат койоти, пустинен елен, таралежи, зайци и разнообразни птици. Животните, които могат да се видят през деня са змии, гущери, катерици и орли.
Основните растения са кактусите, защото климатът е сух и само растения, които могат да виреят дълго време без вода преживяват суровия климат. В района през пролетта цъфтят дивите цветя в разнообразни цветове.

## Климат
Югоизточна Юта е част от платото Колорадо, което се счита за високопланинска пустиня. Температурите варират в широки граници и понякога в един-единствен ден може да има разлика от 40 градуса. През късна пролет и началото на лятото температурите през деня са приятни – между 60 и 80 °F и през нощта 30 до 50 °F. В най-горещите летни дни температурата може да е над 100 °F. Зимите са студени и сурови като най-високите температури са между 30 и 50 °F, а най-ниските – между 0 и 20 °F.